# Sandnes
Sandnes – norweskie miasto i gmina leżąca w regionie Rogaland.
Sandnes jest 277. norweską gminą pod względem powierzchni.

## Demografia
Według danych z roku 2005 gminę zamieszkuje 57 618 osób. Gęstość zaludnienia wynosi 190,21 os./km². Pod względem zaludnienia Sandnes zajmuje 9. miejsce wśród norweskich gmin.
| ludność stan na 1 stycznia 2005 |         |           |        |
|                                 | kobiety | mężczyźni | razem  |
| osób                            | 28 817  | 28 801    | 57 618 |
| %                               | 50,01%  | 49,99%    | 100%   |

| wykształcenie stan na 1 października 2004 |        |         |        |        |
|                                           | podst. | średnie | wyższe | niezn. |
| osób                                      | 7553   | 25 006  | 9786   | 1240   |
| %                                         | 17,33% | 57,37%  | 22,45% | 2,85%  |

## Edukacja
Według danych z 1 października 2004:
- liczba szkół podstawowych (norw. grunnskolar): 31
- liczba uczniów szkół podstawowych: 8674

## Władze gminy
Według danych na rok 2011 administratorem gminy (norw. rådmann) jest Tore Sirnes, natomiast burmistrzem (norw. ordfører, d. borgermester) jest Norunn M Østråt Koksvik.